# Bên trung gian
Bên trung gian là một bên thứ ba cung cấp dịch vụ trung gian giữa hai bên.

## Ngoại giao
Trong ngoại giao và quan hệ quốc tế, một bên trung gian có thể truyền đạt thông điệp giữa các hiệu trưởng trong tranh chấp, cho phép tránh tiếp xúc trực tiếp giữa hiệu trưởng với hiệu trưởng.  Trường hợp hai bên ở xa về mặt địa lý, quá trình này có thể được gọi là ngoại giao con thoi.

## Pháp luật
Theo luật, các bên trung gian có thể tạo điều kiện liên lạc giữa một nhân chứng dễ bị tổn thương, bị đơn và nhân viên tòa án để có được bằng chứng có giá trị và đảm bảo tất cả các bên có một phiên tòa công bằng.

## Thương mại
Các trung gian hoạt động như một ống dẫn cho hàng hóa hoặc dịch vụ được cung cấp bởi một nhà cung cấp cho người tiêu dùng.  Thông thường, trung gian cung cấp một số giá trị gia tăng cho giao dịch mà giao dịch trực tiếp có thể không thực hiện được.
Sử dụng phổ biến bao gồm bảo hiểm và ngành dịch vụ tài chính, ví dụ như môi giới thế chấp, môi giới bảo hiểm và cố vấn tài chính cung cấp dịch vụ trung gian trong việc cung cấp các sản phẩm tài chính như cho vay thế chấp, bảo hiểm và sản phẩm đầu tư.

## Trao đổi
Trong trao đổi, người trung gian là một người hoặc một nhóm lưu trữ các vật có giá trị trong thương mại cho đến khi họ cần, các bên tham gia trao đổi hoặc những người khác có sẵn không gian để giao hàng và lưu trữ chúng, hoặc cho đến khi các điều kiện khác được đáp ứng.  Theo nghĩa rộng hơn, một bên trung gian có thể là một người hoặc tổ chức, người tạo điều kiện cho một hợp đồng giữa hai bên khác.
Internet đang tạo ra một nhận thức minh bạch về các mối đe dọa và cơ hội có sẵn để tự động hóa các trung gian trong nhiều ngành công nghiệp.

## Các loại hình
Trung gian có thể được phân loại là trung gian thương mại hoặc trung gian kế toán.  Bailey và Bakos (1997) đã phân tích một số nghiên cứu trường hợp và xác định bốn vai trò của trung gian điện tử bao gồm tổng hợp thông tin, cung cấp niềm tin, tạo điều kiện và phù hợp.